# Station Yosowilangun

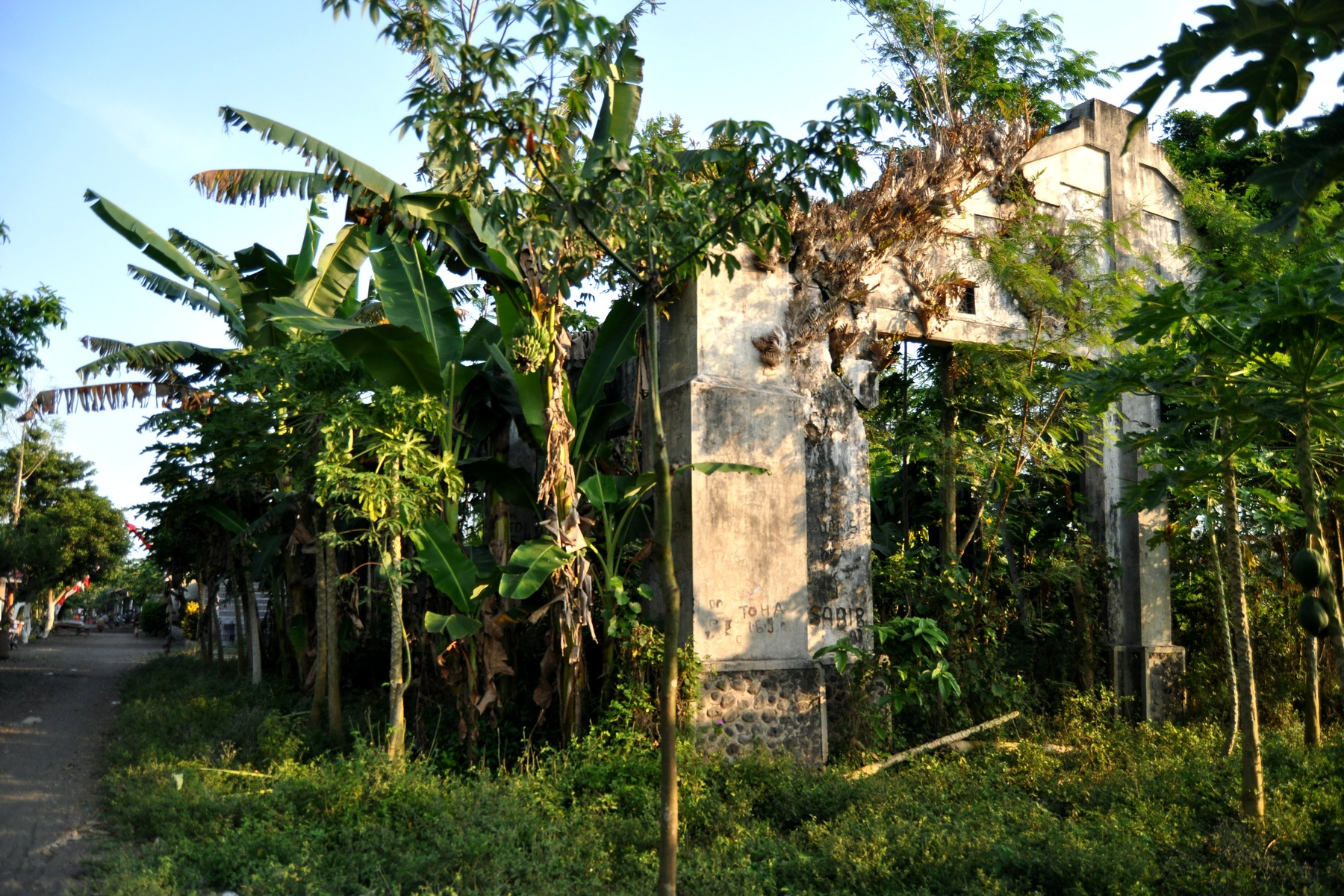
De voormalige locomotief loods(2013).

Yosowilangun is een voormalig spoorwegstation in de Indonesische provincie Oost-Java.